# Gerichtsbezirk Capodistria
Der Gerichtsbezirk Capodistria auch: Capo d' Istria, (italienisch distretto giudiziario Capodistra; slowenisch občina židovska Koper, kroatisch kotarsko satničtvo Kopa) war ein dem Bezirksgericht Capodistria unterstehender Gerichtsbezirk in der Markgrafschaft Istrien. Der Gerichtsbezirk umfasste Gebiete im nördlichen Istrien bzw. im heutigen südwestlichen Slowenien bzw. im nordöstlichen Italien.
Nach dem Ersten Weltkrieg musste Österreich den gesamten Gerichtsbezirk an Italien abtreten, nach dem Zweiten Weltkrieg wurde das Gebiet zwischen Italien und Jugoslawien geteilt. Er erstreckt sich heute zwischen der ehemaligen italienischen Provinz Triest und der slowenischen Region Obalno-kraška.

## Geschichte
Um 1850 wurde in Istrien so wie im gesamten Kaisertum Österreich die ursprüngliche Patrimonialgerichtsbarkeit aufgelöst. In der Folge wurde unter anderen der Gerichtsbezirk Capodistria geschaffen. Der Gerichtsbezirk unterstand dem für die gesamte Grafschaft zuständigen Landesgericht Rovigno, das wiederum dem Oberlandesgericht Triest, das am 1. Mai 1850 seine Tätigkeit aufnahm, unterstellt war.
Auch nachdem Istrien bzw. Triest sowie Görz und Gradisca vom ursprünglichen Kronland Küstenland ihre Selbständigkeit als Kronland erlangten, blieb das Oberlandesgericht Triest die oberste Instanz für den Gerichtsbezirk Capodistria.
Der Gerichtsbezirk Capodistria bildete im Zuge der Trennung der politischen von der judikativen Verwaltung
ab 1868 gemeinsam mit den Gerichtsbezirken Pirano (Peran) und Pinguente (Buzet) den Bezirk Capodistria.
Der Gerichtsbezirk Capodistria wies 1869 eine Bevölkerung von 31.383 Personen auf.
Bis 1910 wuchs die Einwohnerzahl auf 45.567 an, davon hatten 25.438 Personen Slowenisch (55,8 %) als Umgangssprache angegeben, 18.744 sprachen Italienisch (41,1 %), 159 Kroatisch (0,3 %) und 122 Deutsch (0,3 %).
Der Bezirk umfasste zuletzt eine Fläche von 328,98 km² mit sieben Gemeinden. Durch die Grenzbestimmungen des am 10. September 1919 abgeschlossenen Vertrages von Saint-Germain wurde der Gerichtsbezirk Capodistria zur Gänze Italien zugeschlagen. Nach dem Zweiten Weltkrieg gelangte das Gebiet des ehemaligen Gerichtsbezirks teilweise an Jugoslawien, dieser Anteil ist seit 1991 Teil der Republik Slowenien.
| Jahr | Ein- wohner | Deutsch- sprachige | Italienisch- sprachige | Slowenisch- sprachige | Kroatisch- sprachige |
| ---- | ----------- | ------------------ | ---------------------- | --------------------- | -------------------- |
| 1869 | 31.383      |                    |                        |                       |                      |
| 1880 | 36.127      | 458                | 12.862                 | 21.648                | 326                  |
| 1890 | 38.104      | 115                | 14.195                 | 22.930                | 212                  |
| 1910 | 45.567      | 122                | 18.744                 | 25.438                | 159                  |

## Gerichtssprengel
Der Gerichtssprengel umfasste Ende Februar 1918 die sieben Gemeinden Capodistria (Koper), Decani (Dekani), Dolina, Marsego (Marezige), Muggia (Mile), Očisla-Klanec und Paugnano (Pomjan).